# Recocido por cortocircuito
El recocido por cortocircuito es el tratamiento térmico mediante corriente eléctrica que tiene como fin principal ablandar el metal usando el Efecto Joule para regenerar la estructura molecular de metales sobrecalentados que al enfriarse han acumulado tensiones internas y que es imprescindible eliminarlas para en el caso del cobre obtener un cobre de alta conductividad eléctrica y para lograrlo se debe necesariamente recocer o revenir el metal.

## Historia
Tiempo atrás, la tarea de fabricar alambre de cobre de temple suave (C.R.U ≈ 20 kg/mm²), utilizaba métodos que daban resultado, pero los fabricantes sabían que eran costosos, necesarios y tomaban largo tiempo, era la única forma de recocer el alambre de cobre y darle un uso eléctrico apropiado para los cables de uso general, energía y telefonía.
Hoy en día con el desarrollo de la ciencia en la rama de la electrónica hace posible el uso de semiconductores como tiristores, PLCs, circuitos integrados, que facilitan enormemente la tarea en Control de Potencia. 
Estos avances en la electrónica moderna han hecho posible diseñar máquinas más sofisticadas y eficientes en diversas ramas de la industria, y así obtener excelentes resultados dentro de un gran marco de confiabilidad dando lugar al recocido del hilo de cobre por medio de un cortocircuito controlado.

## Usando el método antiguo

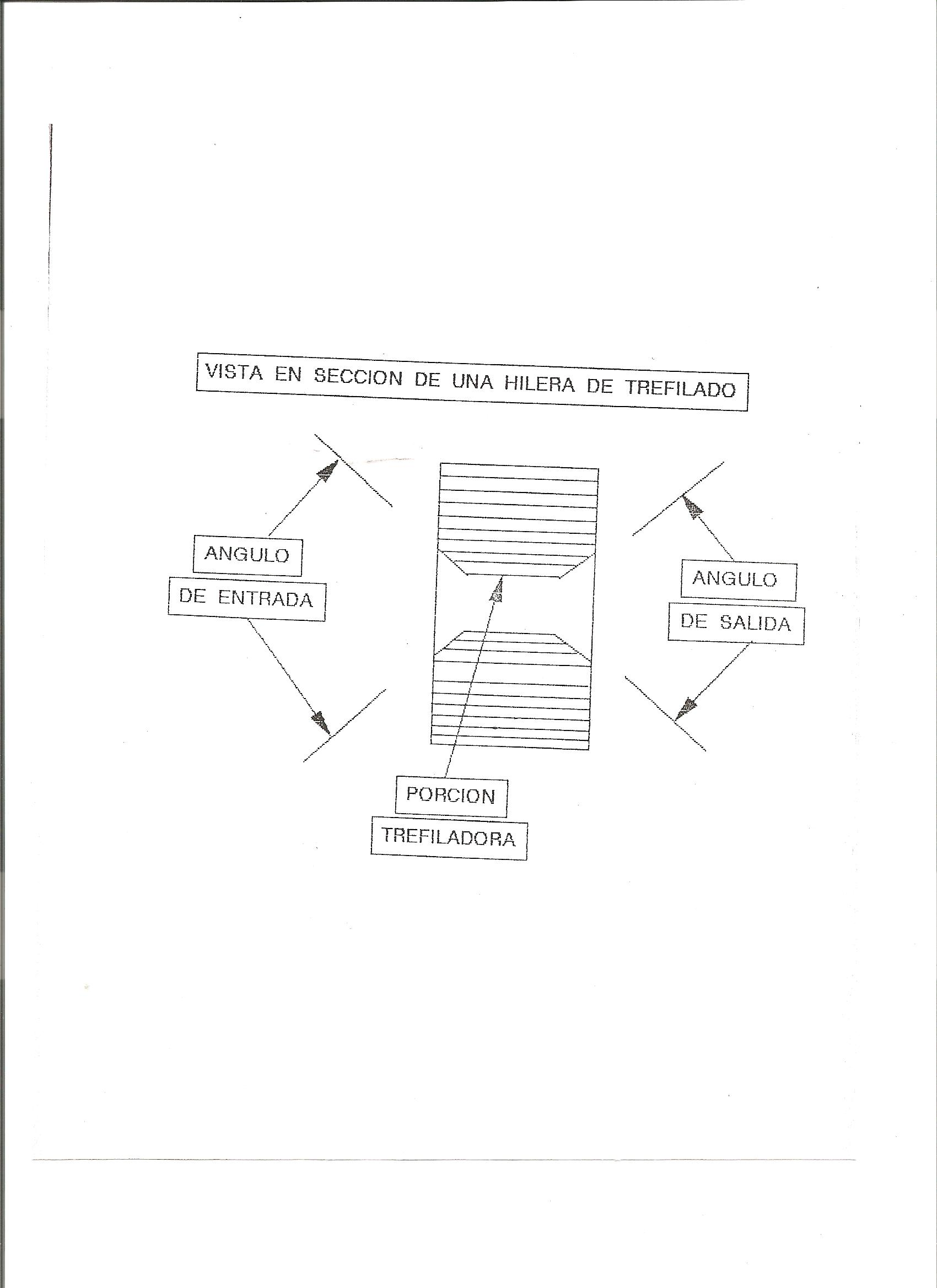
Hilera de Trefilado.

Es el proceso anterior, que resultaba costoso, demasiado engorroso y de muy alta cantidad de mano de obra interviniente, en el que se introducía a un horno, de temperaturas reguladas,; cierta cantidad de cobre trefilado en carretes de hierro y dejándolo a condiciones prefijadas de temperatura y tiempo para obtener el temple adecuado, pasándolo de una C.R.U ≈ 40 kg/mm²  a C.R.U ≈ 20 kg/mm², es decir lo recocían o revenían para ablandarlo y luego procesarlo en una etapa posterior en máquinas cableadoras y obtener así una reunión de hilos de cobre suave además de darle paso al próximo proceso, que es formar trenzas y/o cuerdas de hilos de cobre blando, con las cuales se podían fabricar cables de cualquier dimensión y características requeridas. 
Pero este método ya ha sido superado con el recocido continuo, es decir, se recuece en la misma máquina sin necesidad de tener que parar el proceso de trefilado y acumular carga para el horno de recocido, con el cual se ahorra tiempo, personal, espacio, y nitrógeno. Este gas se usa para evitar la oxidación del hilo y es necesario para romper el vacío inicial al cual se puso la carga de cobre y así enfriar el cobre bajo un ambiente inerte lejos de la posibilidad de una oxidación.

## Recocido dinámico del hilo de cobre por medio de un cortocircuito controlado
El proceso consiste en poner en el camino de salida del cobre trefilado unas poleas sometidas a un elevado potencial eléctrico llamadas poleas de paso, este potencial es aplicado al hilo de cobre creando una corriente de cortocircuito y a su vez esta produce calor gracias al Efecto Joule, siendo de esta forma recocido para cambiar sus propiedades electromecánicas. Se tiene que tomar en cuenta que el cobre se está moviendo a una velocidad determinada y por lo tanto calentándose solo durante un breve lapso de tiempo.

## Usos y características del recocido por cortocircuito
- Se emplea para ablandar el cobre y darle uso eléctrico en la fabricación de conductores eléctricos.
- Se obtiene un incremento de la conductividad en el caso del cobre.
- La temperatura de recocido ligeramente por encima de los 400 °C.
- Enfriamiento rápido.
- Incremento en la velocidad de producción.
- Confiabilidad en el proceso.
- Reducción significativa de los tiempos muertos en producción.
- Proceso limpio y probabilidad de errores al mínimo.

## Descripción del proceso

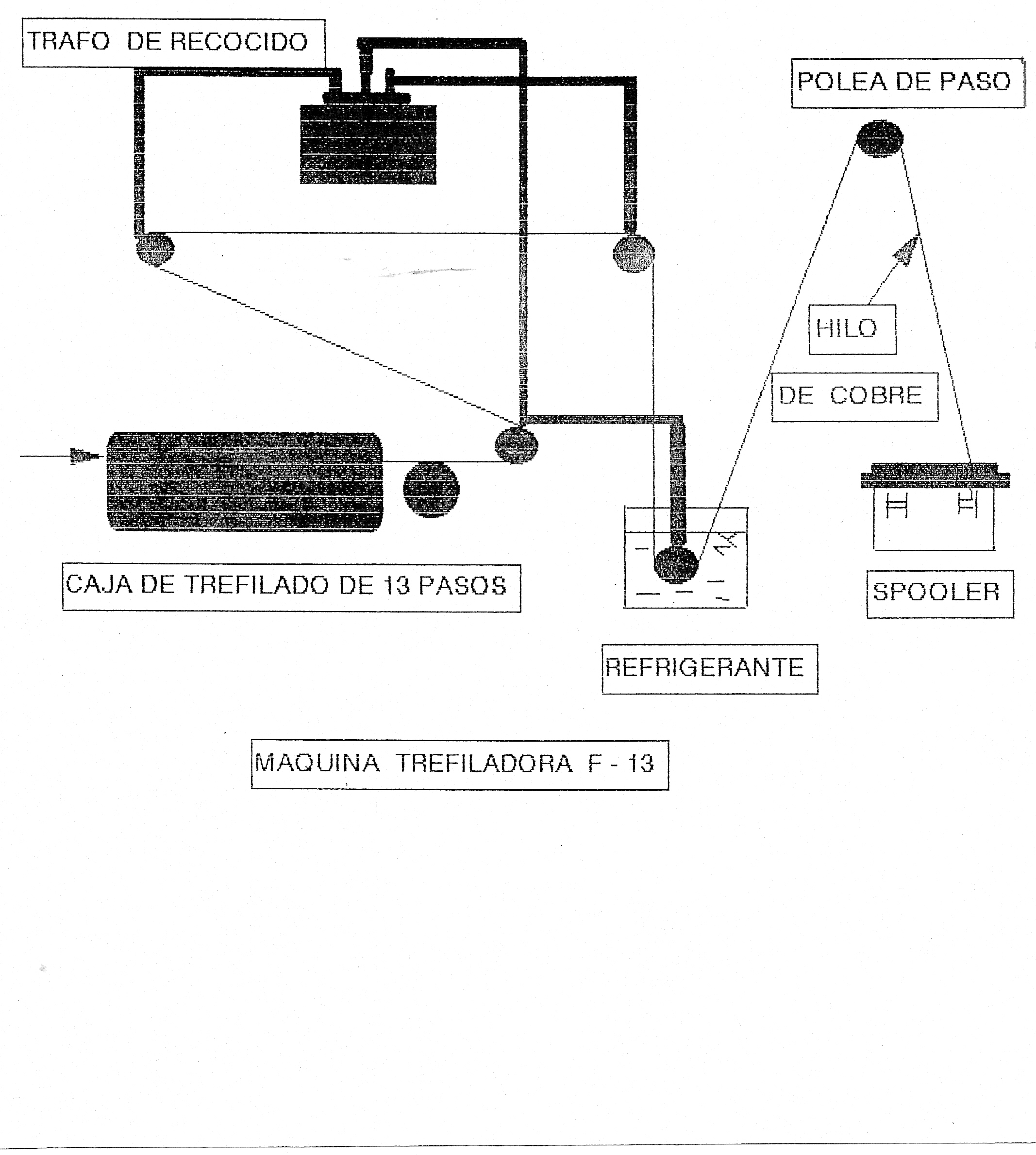
Trefiladora de cobre.

Se podrá ver claramente que al tener un tramo de cobre entre polea y polea con una diferencia de potencial esto ocasionará por la ley de Ohm una corriente. Ahora bien, la tensión aplicada sobre el tramo de resistencia eléctrica del tramo de cobre forzará a que circule una corriente que puede alcanzar valores grandes y que es justamente la dinámica del equilibrio térmico entre el Efecto joule y la velocidad de paso del tramo de cobre, la que va a regular la cantidad de calor que puede absorber el tramo de cobre este al recocerse y así cambiar sus condiciones de cobre duro a cobre suave o semi-blando, todas estas condiciones térmicas se desprenden de las leyes de equilibrio térmico que para este caso es el efecto Joule.
Este principio de recocido continuo tiene que verse como el calor aplicado a una masa de cobre que se está moviendo a través de las poleas de paso, en consecuencia la masa de cobre está pasando de un ambiente caliente (≈400 °C ) a un ambiente más frío que viene a ser una tina con refrigerante a temperatura ambiente, si se observa  la figura de la máquina de trefilado la tina con el refrigerante está final del circuito de paso del hilo de cobre previo a llegar al carrete de devanado final (spooler).
Ecuación final en estado estable para el recocido del cobre.
- T = ((KV²) / (RPM))+t(a)

siendo: 
RPM =  KV² / [T-t(a)] = KV² / Δt
Se ve la relación de las  RPM y la tensión de recocido V.
Como dato adicional se tiene que la temperatura de recocido T del cobre es aproximadamente 400 °C, con lo que:
Δt = Diferencia de la temperatura de recocido con la temperatura ambiente en °C.
Δt = 400-20 = 380 °C
T = Temperatura de recocido en °C.
RPM = Velocidad angular en revoluciones por minuto.
t(a) = Temperatura ambiente ≈ 20 °C.
V = Tensión aplicada en voltios.
To = Tiempo de exposición del cobre entre poleas en segundos.
Donde K es una constante que depende del diámetro de las poleas de paso en las cuales está aplicado el potencial eléctrico, resistividad del cobre, del equivalente mecánico del calor.  1 Caloría = 4.186 Joule.
Se puede decir, al conocer la temperatura del recocido del cobre ≈ 400 °C y t(a) la temperatura ambiente 20 °C, tendremos una Parábola de la siguiente forma : 
Ecuación en estado estable
- KV² = 380.(RPM) , a la que se llama  parábola de carga eléctrica.

Ecuación final que liga la tensión de recocido y la velocidad angular de la poleas de recocido y que si introducimos el diámetro de las mismas en la ecuación tendremos relación de tensión eléctrica de recocido y velocidad lineal del cobre al pasar por las poleas y que es justamente esta velocidad lineal la velocidad de trefilado es la velocidad del proceso.
Esta ecuación puede ser usada para considerar el recocido de cualquier otro metal distinto al cobre, solo hay que tener en cuenta la temperatura de recocido del metal y la temperatura ambiente. 
También se puede inducir por simple inspección de la parábola, que el recocido de un calibre cualquiera solo dependerá de la relación entre las dos variables Tensión vs Velocidad angular, entonces para lograr reducir tiempos de producción será necesario imprimir a la línea de recocido la máxima velocidad, a máxima velocidad aparecerá según la parábola de carga eléctrica una tensión que le corresponda y que cumpla con la ecuación.  
Esta importante ecuación liga la temperatura de recocido del metal con la velocidad en rpm de las poleas y la tensión eléctrica aplicada. se puede ver claramente que a mayor velocidad , mayor tensión aplicada y manteniéndose la resistencia ohmica del tramo de cobre constante entonces la corriente será mayor , lo cual es lógico y además se desprende de la sencilla ecuación de la resistencia ohmica {\displaystyle R=V/I\,} {\displaystyle \Rightarrow \ } {\displaystyle I=V/R\,} entonces diremos : mayor tensión {\displaystyle \Rightarrow \ } mayor corriente {\displaystyle \Rightarrow \ } mayor velocidad en el recocido.
Para conocer la ley de dependencia entre las variables de velocidad y tensión de recocido en estado transitorio, será necesario aplicar ecuaciones diferenciales a la función de estado estable, combinando con las condiciones de estado en arranque y parada de la máquina trefiladora, el resultado es una ecuación de forma exponencial.
Veamos de donde se obtuvo la ecuación principal para el recocido :
Partiendo de la conservación de la energía:
Calor ganado por el cobre  = Calor cedido por el transformador
Q(cal) = M Ce Δt (4.186)= V².Tο/R  ,  siendo Tο = el tiempo involucrado en el cálculo de la energía.
Multiplicando por una distancia D (entre poleas), que en este caso es la longitud de cobre expuesta entre fases del transformador, se tiene:
- D.V².Tο/R = D.M.Ce.Δt
- D.V²/R = (D/To).M.Ce.Δt
- (D /(R.M.Ce)).V² = v.Δt

Convirtiendo la velocidad lineal v en angular RPM y haciendo (D /(R.M.Ce)) = K  y de los datos reales 
Δt = 380 °C  
se tiene la ecuación en estado estable.
- KV² = 380 (RPM)

Ecuación específica para la máquina en estudio, que es la forma esperada reemplazando todos los datos dimensionales de la máquina en cuestión, siendo:
V = Tensión aplicada en Volts.
v = D/Tο = ΔD/ΔTo, velocidad lineal , que es reemplazada en la ecuación por una función de velocidad angular en RPM y para esto se ha tomando en cuenta los datos y dimensiones físicas de la máquina
RPM = Velocidad angular en revoluciones por minuto
1 Caloría= 4.186 Joule
D = Distancia entre las poleas que están a potencial eléctrico en km, usualmente solo son de unos metros, pero se tienen que convertir a km .
Δt = Variación de la temperatura = Temperatura de recocido - temperatura ambiente en °C
Ce = calor específico del cobre en cal /(kg°C)
M  = Masa de cobre entre poleas en kg
R  = Resistencia del tramo de cobre entre poleas en Ω
Tο = Tiempo de exposición del cobre entre poleas en seg

## Electrónica de la máquina
Para dar una idea del trabajo complejo de la electrónica del CPU, se describirá  un transitorio de arranque hasta su régimen permanente, así como la finalización del llenado de un carrete de maniobra y el corte del hilo de cobre para el siguiente carrete, así también en la parada de la máquina.
Una vez ensartada la serie de hileras comienza el trefilado simultáneo con el proceso de recocido, hay que tener en cuenta que durante el transitorio de arranque la velocidad es reducida y se va incrementado a medida que transcurre el tiempo, con lo cual ya se ha visto que de que también se irá incrementando la tensión aplicada en las poleas para garantizar un recocido homogéneo el cual es dirigido por un CPU que actúa sobre las partes de la máquina necesarias para el control.

## Electrónica de la coordinación
Se ha de resaltar que la operación que realiza esta CPU es compleja puesto que a cada instante del transitorio de arranque los cambios de velocidad que llevan hacia el régimen permanente exigen incrementos en forma continua de la tensión de recocido. La CPU' ordena a un banco de tiristores (mediante señal ) que se disparen con mayor ángulo cada vez y así conseguir un nivel de tensión de recocido en valor eficaz justo el necesario para obtener el cobre suave durante el transitorio de arranque.
La coordinación del CPU no es solo la sincronización de la velocidad lineal del trefilado con la tensión (voltaje) de recocido, también intervienen el sincronismo de otras partes de la máquina, como es la velocidad del capstán de salida que posee su propio motor independiente, también el motor para bobinar el hilo ya trefilado y recocido, el sincronismo debe ser perfecto para evitar roturas del hilo de cobre debido al estiramiento excesivo por un fuera de sincronismo  de las partes de máquina involucradas.